# Zeitgeist: Addendum
Zeitgeist: Addendum (česky Duch doby: Dodatek) je americký dokumentární film z roku 2008 z produkce Petera Josepha, který navazuje na jeho předchozí úspěšný dokument Zeitgeist: The Movie. Snímek se věnuje americkému FEDu (Federálnímu rezervnímu systému), CIA, velkým americkým korporacím, jiným finančním a vládním institucím, dále i náboženstvím; vyvozuje, že jsou v podstatě všechny zkorumpované, škodlivé lidstvu a je potřeba se jich zbavit a nahradit něčím jiným. Ve filmu je navrhován Projekt Venus (angl. The Venus Project) jako možné řešení.
Slovy režiséra Petera Josepha, film "se pokouší najít kořeny této všudepřítomné sociální korupce a nabídnout řešení". Na závěr zdůrazňuje potřebu přijetí myšlenek teorie vývoje a vzájemné závislosti. Naznačuje také konkrétní kroky, které by měly být učiněny k oslabení peněžního systému. Film navrhuje postupy k tzv. "společenské transformaci", mezi jinými např. bojkot velkých bank (které jsou v pozadí FEDu), mainstreamových médií, vojenství a energetických společností. Je také navrhováno odmítnutí politických struktur.
Film Zeitgeist: Addendum měl premiéru na 5. filmovém festivalu Artivist v Los Angeles, Kalifornie, 2. října 2008 a byl uvolněn k volnému šíření.
V říjnu 2017 byl film vydán s českým dabingem.

## Kritika
- Film je kritizován pro své sociální inženýrství a snahu o znovunastolení utopistických socialistických myšlenek.
- Velkým kritikem tohoto filmu je Alex Jones, z jehož prací tvůrce Zeitgeistu čerpal.

## Pokračování
V lednu 2011 proběhla premiéra pokračování Zeitgeist: Moving Forward.